# Torre de Cartellá
La Fuerza de Cartellá es el nombre que históricamente ha tenido una masía conocida actualmente como Mas Cartellá, situada al pie de la Autovía del Nordeste, en el término de Massanet de la Selva con el límite con el de Vidreras.
Son destacables la torre de defensa, reformada después de los destrozos que sufrió a raíz de la primera guerra carlista, y el patio interior con la capilla de Santiago que tiene una bonita fachada renacentista.

## Historia
Se menciona su existencia con el nombre de Torre felonía en un documento de 1079. El 1160 fue cedida por el conde Ramón Berenguer III al vizconde Guerau II de Cabrera. La castellanía fue dada por los Cabrera a Massanet, de los cuales pasó a Bernardo de Cartellá en 1213. Durante siglos permaneció en manos de la familia Cartellá, y de ahí tomó el nombre. En 1702 Felipe V de España concedió a su propietario Pere de Cartellá el título de marqués de Cartellá. En 1865 murió sin descendencia la última marquesa de Cartellá, Josefina de Sarriera y de Copons. El Mas Cartellá se subastó y fue adquirido por José Cabañas, hacendado de Lloret de Mar, y la ahijada Julia Soler se casó con otro hacendado lloretense, Joan Manuel Albertí. Estos fueron sus propietarios hasta el año 1924 que se lo vendieron al médico barcelonés Víctor Conill Montobbio. Actualmente es propiedad de sus descendientes.

## Imágenes

Torre de Cartellá
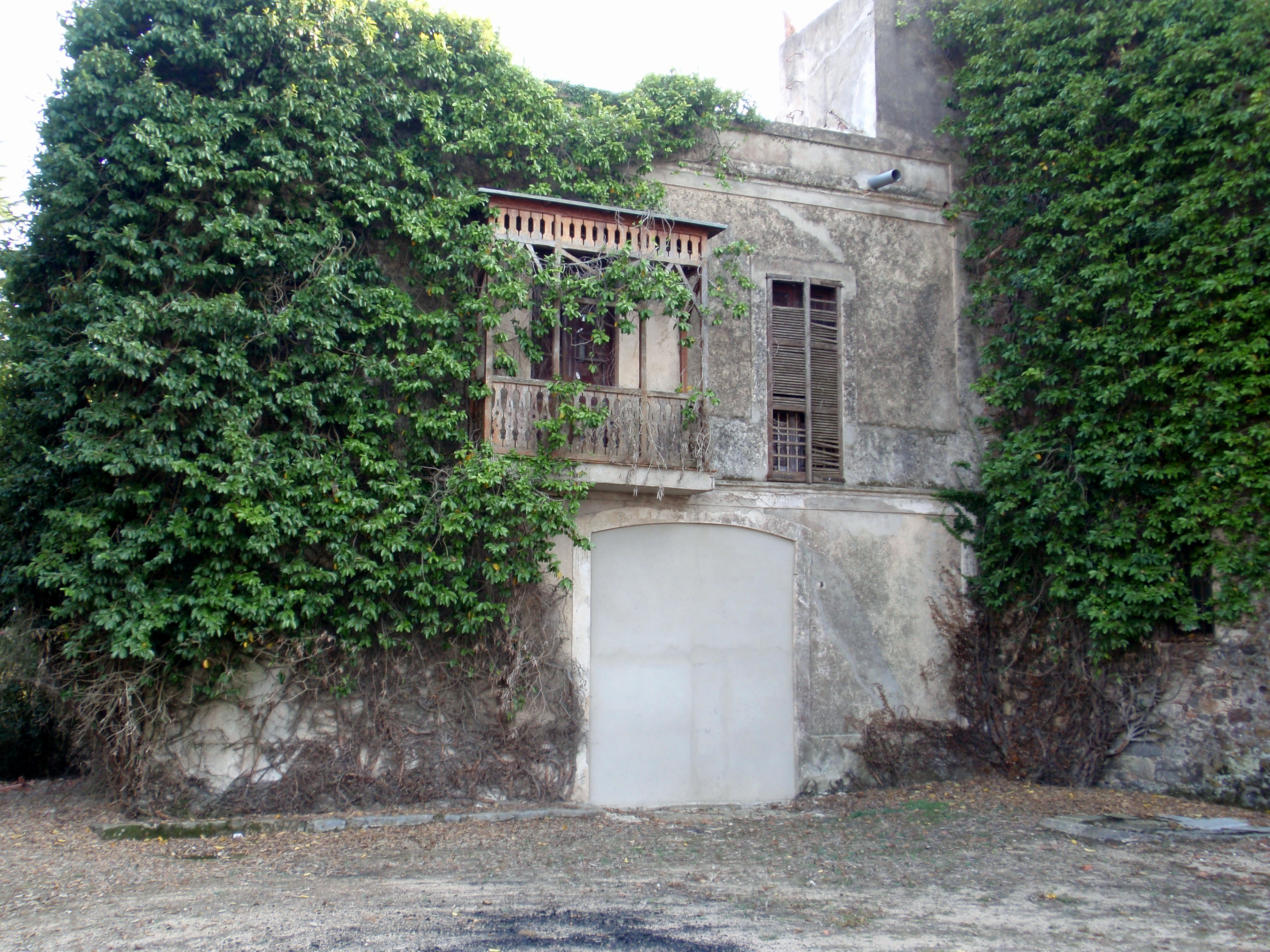
Fachada lateral.
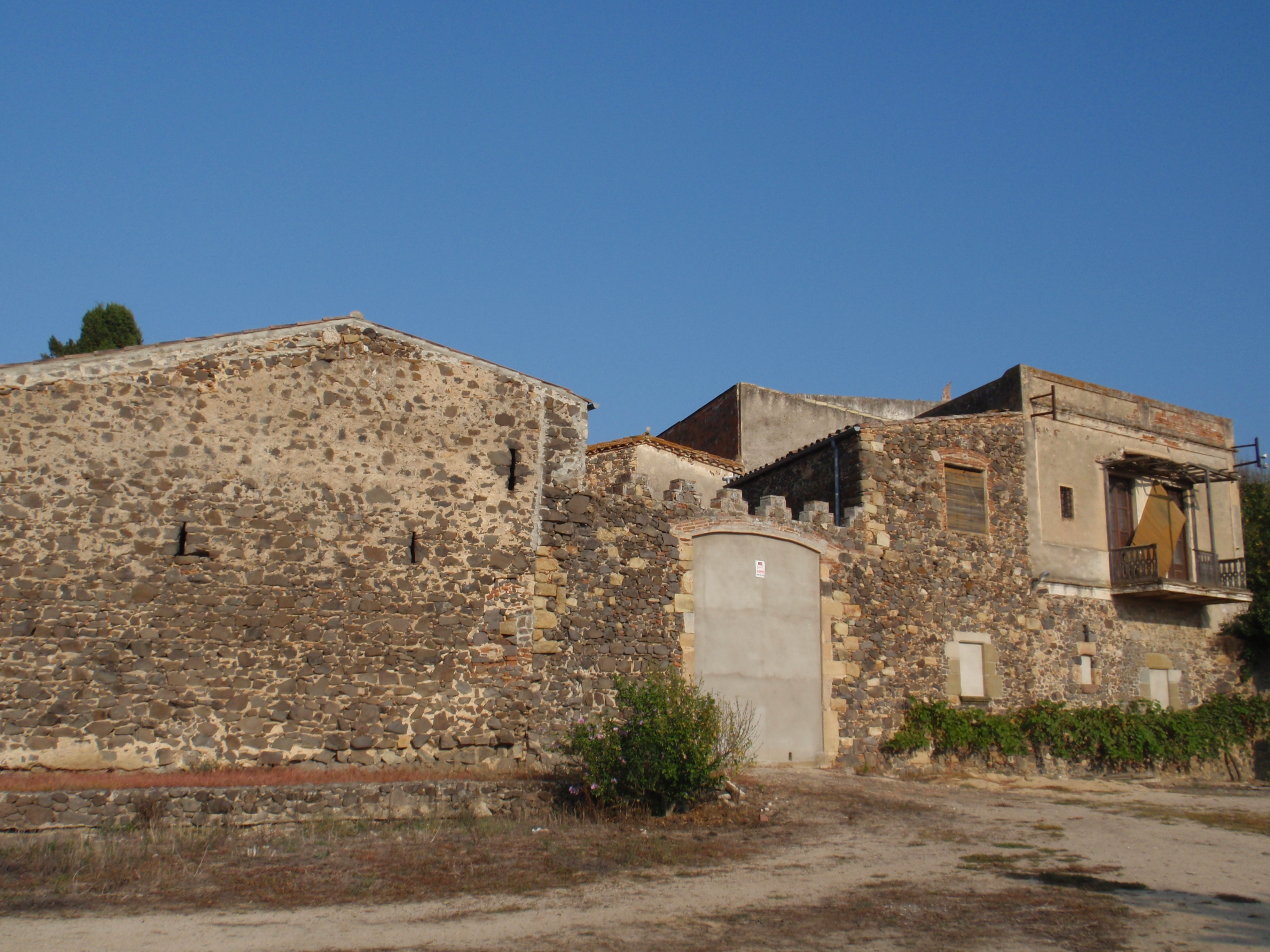
Fachada posterior.
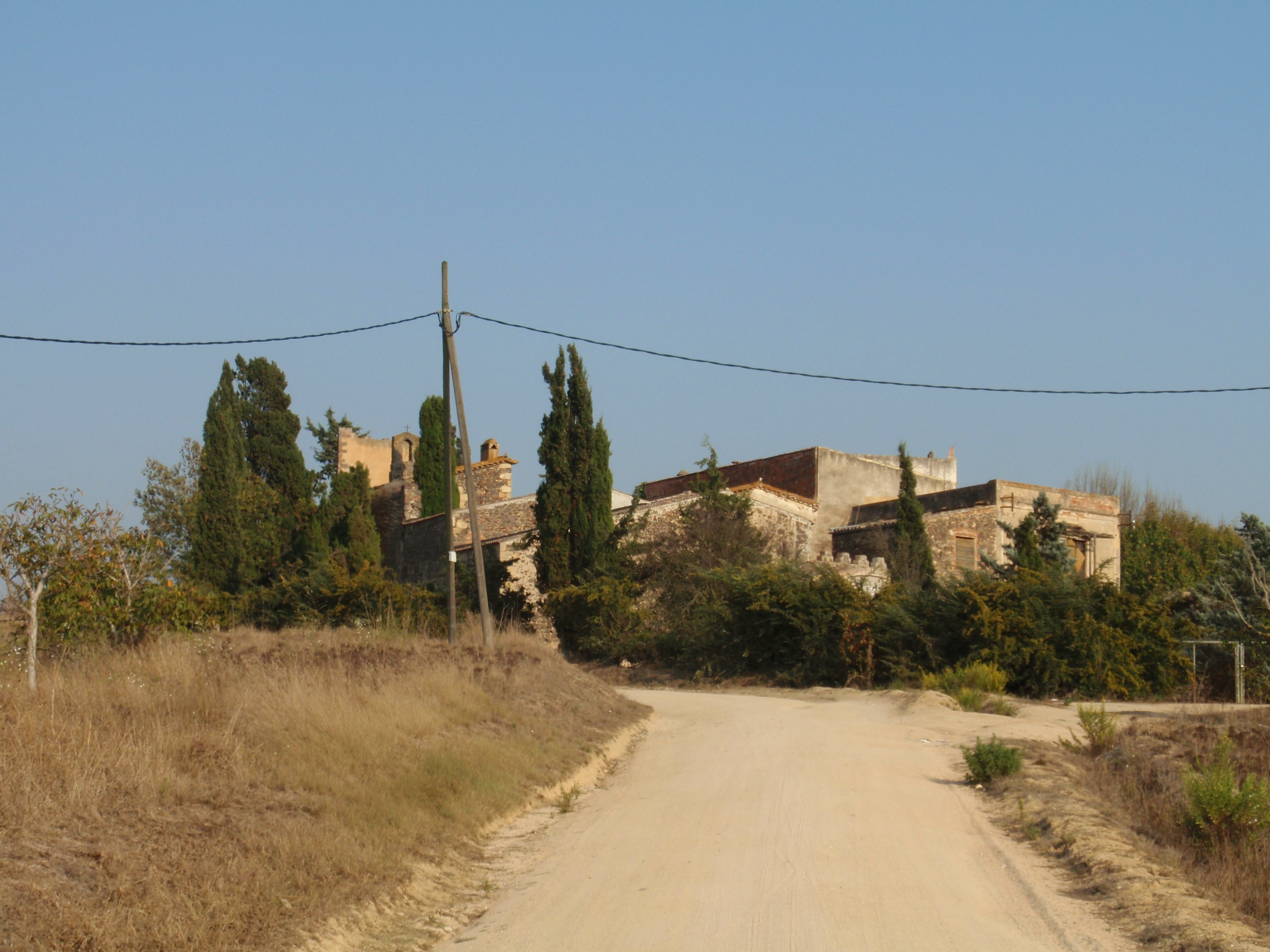
Vista.
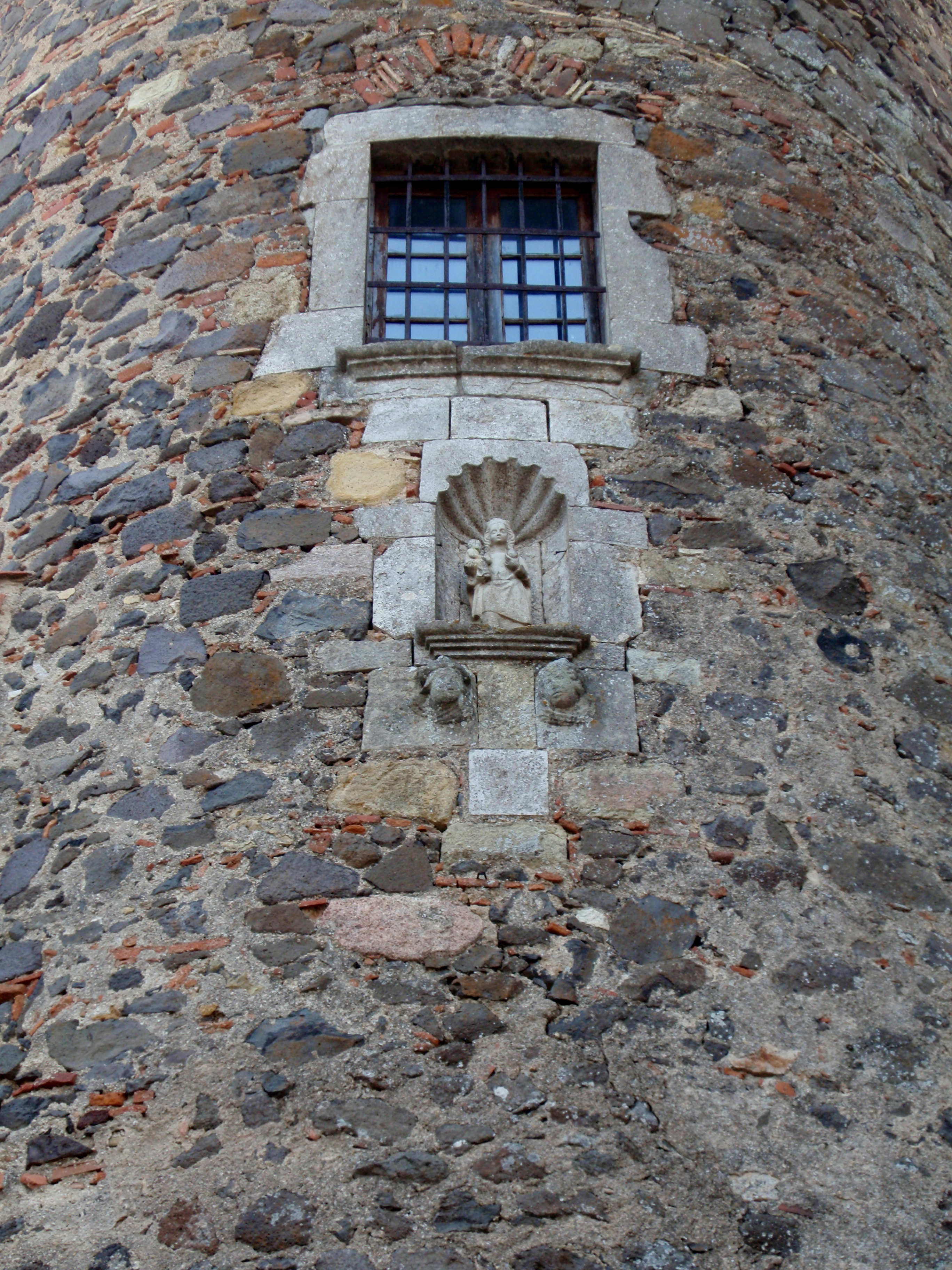
Detalle de la torre.